# رافائل بنیتز
رافائل بنیتز مائودس (به اسپانیایی: Rafael Benítez Maudes‎؛ زادهٔ ۱۶ آوریل ۱۹۶۰) بازیکن پیشین و سرمربی کنونی فوتبال اهل اسپانیا است. 
بنیتز تنها مربی تاریخ فوتبال است که موفق به فتح هر چهار جام لیگ قهرمانان اروپا، لیگ اروپا، سوپرجام اروپا و جام باشگاه‌های جهان شده‌است.
بنیتز سابقه هدایت تیم‌های والنسیا، لیورپول، چلسی، ناپولی و رئال مادرید را در کارنامه دارد.

## مربی‌گری

### والنسیا
رافا با پیوستن به والنسیا در سال ۲۰۰۱ و رساندن این تیم به قهرمانی لالیگا در همان سال خود را به عنوان یکی از مربیان برتر فوتبال دنیا تثبیت کرد. وی در سال ۲۰۰۳ به همراه والنسیا قهرمان لالیگا و جام یوفا شد.

### لیورپول
بینیز در سال ۲۰۰۴ میلادی جانشین ژرارد هولیه در لیورپول شد. در سال ۲۰۰۵ این تیم پنجمین قهرمانی خود در لیگ قهرمانان اروپا را به مربیگری او بدست آورد. بعد از آن لیورپول ۱ قهرمانی سوپر جام اروپا، ۱ قهرمانی جام حذفی انگلستان و ۱ قهرمانی جام اتحادیه را به‌دست‌آورد. تیم لیورپول با مربی‌گری بنیتز ۲ فینال لیگ قهرمانان اروپا را تجربه کرد و ۲ بار هم در نیمه نهایی حذف شد. وی همچنین لیورپول رادر سال ۲۰۰۹ تنها با یک باخت نایب قهرمان لیگ برتر انگلیس کرد.
رافائل بنیتز در سال‌های ۲۰۰۴ و ۲۰۰۵ به عنوان بهترین مربی فوتبال اروپا انتخاب شد.

### اینتر میلان
بنیتز سرانجام در سال ۲۰۱۰ و پس از کسب نتایجی ضعیف در لیورپول از این تیم اخراج شد و پس از آن به اینتر میلان پیوست ولی در این تیم هم موفق نبود و پس از شکست در سوپر جام اروپا ۲۰۱۰ و همچنین نتایج ضعیف در سری آ و علی‌رغم قهرمان کردن اینتر در جام باشگاه‌های جهان در سال ۲۰۱۰ از این تیم کنار گذاشته شد.

### چلسی
در فصل ۱۳–۲۰۱۲ لیگ برتر انگلستان و پس از اخراج دی ماتئو از سرمربی‌گری چلسی بنیتز از سوی باشگاه چلسی در ۲۱ نوامبر ۲۰۱۲ به عنوان جانشین وی برای رهبری این تیم انتخاب شد. وی در ۲۲ نوامبر ۲۰۱۲ در یک کنفرانس مطبوعاتی به عنوان مربی چلسی معرفی شد.
وی در اولین بازی رسمی به خود در مقابل منچستر سیتی در ۲۵ نوامبر ۲۰۱۲ به تساوی بدون گل رسید، در این بازی هواداران تیم چلسی استقبال معترضانه‌ای از بنیتز در ورزشگاه نشان دادند و اعلام کردند که به اعتراض خود ادامه خواهند داد. اعتراض طرفدارن به این دلیل بود که بنیتز در زمان مربیگری لیورپول و در واکنش به مورینیو (مربی وقت چلسی) رفتار طرفداران چلسی را مسخره کرده بود و گفته بود که هیچگاه حاضر نیست مربی این تیم شود.

### رئال مادرید
وی درفصل۱۶–۲۰۱۵ پس از اخراج آنجلوتی سرمربی رئال شد اما پس از گرفتن نتایج بسیار ضعیف حتی پیش از به پایان رسیدن بازیهای نیم فصل (هفته ۱۹) از این تیم اخراج شد.

### نیوکاسل
وی بعد از اخراج تیم فوتبال رئال مادرید به عنوان سرمربی باشگاه فوتبال نیوکاسل یونایتد انتخاب شد. این تیم در انتهای فصل ۲۰۱۵–۲۰۱۶ لیگ برتر انگستان، توانست تاتنهام را ۱–۵ شکست بدهد. امّا چون سقوطشان قطعی شده بود، به دسته پایین‌تر سقوط کرد اما او در پایان فصل ۲۰۱۶٬۱۷چنپیونز شیپ، این تیم را قهرمان کرده و دوباره به لیگ برتر انگلیس بازگرداند.

## آمار مربی‌گری
| تیم         | کشور     | از             | تا             | آمار | آمار | آمار  | آمار | آمار  |
| تیم         | کشور     | از             | تا             | بازی | برد  | تساوی | باخت | برد % |
| ----------- | -------- | -------------- | -------------- | ---- | ---- | ----- | ---- | ----- |
| اکسترمادورا | اسپانیا  | ۱ ژوئیه ۱۹۹۷   | ۳۰ ژوئن ۱۹۹۹   | ۹۰   | ۳۶   | ۲۶    | ۲۸   | ۰۴۰   |
| تنریف       | اسپانیا  | ۱۹ ژوئیه ۲۰۰۰  | ۳۰ ژوئن ۲۰۰۱   | ۴۲   | ۲۱   | ۱۱    | ۱۰   | ۰۵۰   |
| والنسیا     | اسپانیا  | ۱ ژوئیه ۲۰۰۱   | ۱۴ ژوئن ۲۰۰۴   | ۱۶۳  | ۸۷   | ۴۳    | ۳۳   | ۰۵۳   |
| لیورپول     | انگلستان | ۱۶ ژوئن ۲۰۰۴   | ۳ ژوئن ۲۰۱۰    | ۳۵۰  | ۱۹۴  | ۷۷    | ۷۹   | ۰۵۵   |
| اینتر میلان | ایتالیا  | ۱۰ ژوئن ۲۰۱۰   | ۲۳ دسامبر ۲۰۱۰ | ۲۵   | ۱۲   | ۶     | ۷    | ۰۴۸   |
| چلسی        | انگلستان | ۲۱ نوامبر ۲۰۱۲ | ۲۷ مه ۲۰۱۳     | ۴۸   | ۲۸   | ۱۰    | ۱۰   | ۰۵۸   |
| ناپولی      | ایتالیا  | ۲۷ مه ۲۰۱۳     | ۲۰۱۵           | ۸۸   | ۵۰   | ۲۱    | ۱۷   | ۰۵۷   |